# Cole Campbell
William Cole Campbell (Houston, Texas, Estados Unidos, 20 de febrero de 2006) es un futbolista estadounidense que juega de delantero en el Borussia Dortmund de la Bundesliga. Ex internacional juvenil de Islandia, la FIFA aprobó su cambio de afiliación internacional a Estados Unidos en marzo de 2024.

## Primeros años
Nació en Houston hijo del internacional islandés nacido en Estados Unidos y jugador de fútbol de la Universidad de Carolina del Norte Rakel Karvelsson. y ejecutivo farmacéutico Lance Campbell, él mismo jugador de fútbol en la Universidad Luterana de Texas. En 2015 su familia se trasladó a Peachtree City, Georgia, donde su padre conducía más de una hora en cada sentido para que pudiera entrenar con la cantera del Atlanta United F. C. Visitaba regularmente Islandia durante los veranos y entrenaba con el equipo profesional Fimleikafélag Hafnarfjarðar (FH) a partir de los 8 años.

## Trayectoria
En enero de 2020 se trasladó a Islandia, uniéndose al equipo juvenil del Hafnarfjarðar. Debutó con el primer equipo en 2021, entrando como suplente de Jónatan Ingi Jónsson en una victoria por 5-0 contra Leiknir Reykjavík, convirtiéndose en el segundo jugador más joven en la historia de la FH después de Logi Hrafn Róbertsson.
El 16 de mayo de 2022 tras otra aparición con el FH, se anunció que ficharía ese verano por el Borussia Dortmund. Al día siguiente, se incorporó al Breiðablik con un contrato de corta duración, vigente hasta su fichaje por el Dortmund en julio. Dejó Islandia en junio de 2022, tras una aparición con el Breiðablik.
En enero de 2024 fue uno de los varios jugadores juveniles del Dortmund que se unieron a la concentración invernal del primer equipo antes de la segunda mitad de la temporada 2023-24 en Marabella, al sur de España. Sin embargo, el club sancionó a Campbell y Paris Brunner por abandonar el hotel del equipo después del toque de queda de medianoche.
El 26 de octubre de 2024 debutó con el Borussia Dortmund, entrando como suplente de Donyell Malen en la derrota por 2-1 ante el F. C. Augsburgo.

## Selección nacional
Elegible al nacer para representar tanto a Islandia como a Estados Unidos, la FIFA aprobó el único cambio de nacionalidad de Campbell para jugar con Estados Unidos tras haber jugado previamente con la selección sub-17 de Islandia. En marzo de 2024 aceptó una convocatoria con la selección sub-19 de Estados Unidos, con la que debutó el 24 de marzo de 2024, contra Inglaterra sub-19, donde marcó su debut con un doblete ganador del partido que supuso la victoria de Estados Unidos por 3-2.

## Estadísticas

### Clubes
Actualizado al último partido disputado el 2 de noviembre de 2024.
| Club                            | Div.          | Temporada     | Liga  | Liga  | Liga   | Copas nacionales | Copas nacionales | Copas nacionales | Copas internacionales | Copas internacionales | Copas internacionales | Total | Total | Total  |
| Club                            | Div.          | Temporada     | Part. | Goles | Asist. | Part.            | Goles            | Asist.           | Part.                 | Goles                 | Asist.                | Part. | Goles | Asist. |
| ------------------------------- | ------------- | ------------- | ----- | ----- | ------ | ---------------- | ---------------- | ---------------- | --------------------- | --------------------- | --------------------- | ----- | ----- | ------ |
| FH Islandia                     | 1.ª           | 2021          | 1     | 0     | 0      | —                | —                | —                | —                     | —                     | —                     | 1     | 0     | 0      |
| FH Islandia                     | 1.ª           | 2022          | 1     | 0     | 0      | 1                | 0                | 0                | —                     | —                     | —                     | 2     | 0     | 0      |
| FH Islandia                     | Total club    | Total club    | 2     | 0     | 0      | 1                | 0                | 0                | 0                     | 0                     | 0                     | 3     | 0     | 0      |
| Breiðablik Islandia             | 1.ª           | 2022          | 1     | 0     | 0      | —                | —                | —                | —                     | —                     | —                     | 1     | 0     | 0      |
| Breiðablik Islandia             | Total club    | Total club    | 1     | 0     | 0      | 0                | 0                | 0                | 0                     | 0                     | 0                     | 1     | 0     | 0      |
| Borussia Dortmund II · Alemania | 3.ª           | 2024-25       | 5     | 1     | 0      | —                | —                | —                | —                     | —                     | —                     | 5     | 1     | 0      |
| Borussia Dortmund II · Alemania | Total club    | Total club    | 5     | 1     | 0      | 0                | 0                | 0                | 0                     | 0                     | 0                     | 5     | 1     | 0      |
| Borussia Dortmund · Alemania    | 1.ª           | 2024-25       | 2     | 0     | 0      | 1                | 0                | 0                | 0                     | 0                     | 0                     | 3     | 0     | 0      |
| Borussia Dortmund · Alemania    | Total club    | Total club    | 2     | 0     | 0      | 1                | 0                | 0                | 0                     | 0                     | 0                     | 3     | 0     | 0      |
| Total carrera                   | Total carrera | Total carrera | 10    | 1     | 0      | 2                | 0                | 0                | 0                     | 0                     | 0                     | 12    | 1     | 0      |